# کمیل یوژویاک
کمیل یوژویاک (انگلیسی: Kamil Jóźwiak؛ زادهٔ ۲۲ آوریل ۱۹۹۸) بازیکن فوتبال اهل لهستان است.
از باشگاه‌هایی که در آن بازی کرده‌است می‌توان به باشگاه فوتبال لخ پوزنان اشاره کرد.
وی همچنین در تیم‌های ملی فوتبال زیر ۲۰ سال لهستان، زیر ۲۱ سال لهستان، و لهستان بازی کرده‌است.